# Silver Landings
Silver Landings è il settimo album in studio del la cantautrice e attrice statunitense Mandy Moore, pubblicato nel 2020.

## Tracce
1. I'd Rather Lose – 3:45
2. Save a Little for Yourself – 3:39
3. Fifteen – 4:09
4. Tryin' My Best, Los Angeles – 4:01
5. Easy Target – 4:38
6. When I Wasn't Watching – 3:29
7. Forgiveness – 4:36
8. Stories Reminding Myself of Me – 3:57
9. If That's What It Takes – 4:06
10. Silver Landings – 4:43